# Hamhung
Hamhung er en by i Sydhamgyong-provinsen det centrale Nordkorea, der med et indbyggertal (pr. 2005) på cirka 874.000 er landets næststørste by. Byen er kendt for kemisk industri samt produktion af tekstiler og metalvarer.
Under Koreakrigen var Hamhung udsat for massive ødelæggelser.
39°55′N 127°32′Ø / 39.917°N 127.533°Ø
- Wikimedia Commons har flere filer relateret til Hamhung